# Juliana Paes
Juliana Couto Paes (Río Bonito, Río de Janeiro, 26 de marzo de 1979) es una actriz brasileña. Conocida principalmente por su trabajo en televisión y cine, recibió varios premios, incluido uno a la mejor actriz en el reconocido Festival de Cine de Gramado.

## Carrera
En TV Globo, protagonizó las telenovelas Pé na Jaca, India, una historia de amor, trama estelar galardonada con el Emmy, y Gabriela, donde interpretó el personaje título.
Fue portada de la revista Playboy brasileña en mayo de 2004, siendo una de las ediciones más vendidas de la historia de la publicación.
Protagonizó la campaña publicitaria "Sou da Boa", de la cerveza Antarctica.
En 2006 fue elegida una de las cien personalidades más sexys del mundo, según la revista estadounidense People.
La revista masculina VIP la escogió recientemente como la mujer más linda del planeta. Entre sus hobbies están patinar e ir en bicicleta.
Sus medidas son 89-69-99 y pesa 55 kg .
En cuanto a la religión, Juliana declaró que fue criada por umbandistas. Actualmente contó que aún frecuenta los cultos y lo hace desde los dos años de edad. "Mi abuela era el jefe de terreiro, todo mi descubrimiento espiritual fue a través de este hilo." La actriz  declaró que es adepta a las lecturas de tono kardecista y cree en reencarnación.

## Filmografía

### Televisión
| Año  | Título                      | Personaje                          |
| ---- | --------------------------- | ---------------------------------- |
| 2000 | Lazos de familia            | Rita "Ritinha" de Cássia           |
| 2001 | El clon                     | Karla                              |
| 2003 | Celebridad                  | Jaqueline Joy                      |
| 2005 | América                     | Creusa                             |
| 2006 | Pé na Jaca                  | Guinevere "Gui" Ataliba dos Santos |
| 2007 | Dos caras                   | Ella misma                         |
| 2008 | La favorita                 | Maíra Carvalho                     |
| 2009 | India, una historia de amor | Maya Meetha                        |
| 2011 | El astro                    | Nina Moratti                       |
| 2012 | As Brasileiras              | Janaína                            |
| 2012 | Gabriela                    | Gabriela da Silva                  |
| 2014 | Meu Pedacinho de Chão       | Madame Catarina Napoleão           |
| 2015 | Totalmente Diva             | Carolina Castilho                  |
| 2017 | Dos Hermanos                | Zana                               |
| 2017 | Querer sin Límites          | Bibi                               |
| 2018 | Espelho Da Vida             | Ella misma                         |
| 2019 | Dulce Ambición              | Maria da Paz Sobral Ramirez        |
| 2022 | Pantanal                    | Maria Marruá                       |
| 2024 | Renascer                    | Jacutinga                          |
| 2024 | Mentiras desesperadas       | Liana Azevedo Rosenthal            |

### Cine
| Año  | Película                         | Personaje                            |
| ---- | -------------------------------- | ------------------------------------ |
| 2005 | Mais uma Vez Amor                | Lia                                  |
| 2006 | Seus Problemas Acabaram          | Bañista en la playa                  |
| 2007 | A Casa da Mãe Joana              | Dolores Sol                          |
| 2008 | Kung Fu Panda                    | Maestra Tigresa (como actriz de voz) |
| 2010 | Desenrola                        | Tía Solange                          |
| 2010 | Amor por Acaso (Bed & Breakfast) | Ana                                  |
| 2013 | Casa da Mãe Joana 2              | Dolores Sol                          |
| 2014 | A Despedida                      | Morena                               |
| 2015 | A Natureza está Falando          | Flor                                 |
| 2017 | Dona Flor e Seus Dois Maridos    | Dona Flor                            |

### Teatro
| Época     | Obra          | Personaje |
| --------- | ------------- | --------- |
| 2007-2008 | Os Produtores | Ulla      |

## Premios y nominaciones
| Año  | Premio                                          | Categoría                                   | Resultado |
| ---- | ----------------------------------------------- | ------------------------------------------- | --------- |
| 2009 | Premio Arte Qualidade Brasil                    | Mejor Actriz por Caminho das Índias         | Ganó      |
| 2009 | Revista Istoé Gente                             | Personalidade do ano                        | Ganó      |
| 2010 | Revista Quem                                    | Destaque del año                            | Ganó      |
| 2010 | Trofeo Internet                                 | Mejor actriz por Caminho das Índias         | Ganó      |
| 2014 | Festival de Gramado por la película A Despedida | Mejor actriz                                | Ganó      |
| 2014 | Premio F5                                       | Actriz de reparto por Meu Pedacinho de Chão | Nominada  |